# Joseph Berthier
Joseph Berthier, né le 11 juillet 1879 à Josselin dans le Morbihan et mort pour la France à Sailly-Saillisel dans le département de la Somme le 15 novembre 1916, est un écrivain français du XXe siècle. Son nom est inscrit au Panthéon dans la liste des 560 écrivains morts pour la France.

## Biographie
Joseph François Mathurin Marie Berthier, né le 11 juillet 1879 à Josselin, dans le pays gallot de Bretagne, une région de langue française, est le fils de Joseph François Mathurin Marie Berthier (1851-1891), couvreur en ardoises et de Marie Françoise Lemouée (1853-1884).
Orphelin à 14 ans, il part vivre chez une tante à Paris et a appris le métier de bijoutier. Malgré son talent pour la bijouterie, il nourrit une passion pour la littérature, inspirée par les paysages et les légendes de sa Bretagne natale. Il fait son service militaire à Vannes au 116e régiment d’infanterie en septembre 1900.
De retour en région parisienne, il épouse Marie Louise Vervialle (1882-) le 7 juillet 1904 à Montreuil-sous-bois.
En 1907, après un long séjour à l’hôpital, il franchit le cap et se met à écrire. En 1910, il publie son premier recueil de contes, Marie-Rose la Sinistrée, inspiré par les inondations de la Seine. Ce recueil marque le début de sa carrière littéraire, où il démontre déjà une grande capacité d'observation et une sensibilité particulière pour les histoires de sa région natale. Rapidement reconnu par ses pairs, le poète Charles Le Goffic le propose comme membre adhérent de la Société des Gens de Lettres en 1911.
En 1912, il publie les Contes bretons, préfacés par Anatole Le Braz, un maître de la littérature bretonne. La même année, il coécrit avec son frère Auguste, dit Mathô, une comédie en un acte intitulée Le Consentement. En 1913, il publie son premier roman, Jean-Louis, vie d'un orphelin, qui contient de nombreux éléments autobiographiques.
Régionaliste convaincu, il collabore avec plusieurs périodiques bretons tels que Clocher Breton, Le Breton de Paris, La Pensée Bretonne, et Le Fureteur Breton. En 1912, il contribue également à la fondation de la Société des Morbihannais de Paris, dont il est secrétaire général.
En juin 1914, lorsqu’il apprend le décès de son jeune frère François, il se retire quelque temps en Franche-Comté dans la famille de son épouse. Quand la Première Guerre mondiale éclate, il rejoint le 52e régiment d’infanterie territoriale, unité tenant garnison dans l’est de la France. Il continue d'écrire, envoyant des correspondances du front à divers journaux bretons comme le Nouvelliste du Morbihan et, surtout, le Journal de Pontivy de son ami Emile Gilles.  
En août 1914, son autre frère Auguste, dit Mathô, est porté disparu et c'est en décembre qu'il apprend sa mort :
« Le cher gâs a bien été tué le 25 août à Courbesseaux. Comme je suis éprouvé cette année ! Perdre ses deux frères, presque coup sur coup, que c’est dur ! Ma douleur est immense, cependant, je saurai la surmonter. L’heure présente, n’est pas au découragement, mais à la virilité […] Je n’ai plus qu’un désir : venger mon frère ! »
Après une formation de mitrailleur à Poitiers, il est transféré au 325e régiment d'infanterie en juin 1915 et retourne au combat dans les tranchées où il continue de lire et d’écrire. Il passe au 268e régiment d’infanterie en juin 1916 et écrit à Charles Géniaux, le 13 novembre 1916, qu’il va « mourir pour la France après-demain. J’en ai la certitude. Cette affaire sera terrible. Les Allemands m'ont tué mon frère, je serai donc le premier à l’assaut pour le venger, mais je tomberai. Adieu. Voulez-vous honorer ma mémoire en présentant ma candidature au Sociétariat ? Je vais me battre avec plus de courage encore en pensant que mon nom sera inscrit à la Société des gens de lettres. Encore adieu ! Je vais me battre avec courage ».
Deux jours après, 15 novembre 1916, il est tué par un éclat d'obus près de Sailly,.

## Distinctions
- Croix de guerre 1914–1918, étoile de bronze
- Médaille militaire, à titre posthume, arrêté de juillet 1920[10]

## Hommages
- Le nom de Joseph Berthier est inscrit au Panthéon dans la liste des 560 écrivains morts pour la France[11].
- Son nom figure sur le mur d'enceinte du cimetière du Père Lachaise - Inauguré le 11 novembre 2018 lors des cérémonies du centenaire de la première guerre mondiale et reprenant les morts des 20 arrondissements de Paris[12].

## Œuvres principales
- Marie-Rose la Sinistrée, 1910
- Contes bretons, 1912
- Le consentement, avec Auguste Berthier, 1912
- Jean-Louis, Vie d'un orphelin,1913